# Maria Janowska
Maria Janowska (ur. 22 sierpnia 1956 w Warszawie, zm. 22 listopada 2009 tamże) – polska bibliotekarka, współautorka dostosowania polskich norm opisu bibliograficznego do standardów międzynarodowych. Przez wiele lat związana z Biblioteką Narodową, wykładała także w Instytucie Informacji Naukowej i Studiów Bibliologicznych Uniwersytetu Warszawskiego.

## Życiorys
Po ukończeniu szkoły średniej podjęła studia bibliotekarskie w Instytucie Bibliotekoznawstwa i Informacji Naukowej Uniwersytetu Warszawskiego, gdzie studiowała w latach 1975–1979. W 1979 roku obroniła pracę magisterską nt. Banki danych: ze szczególnym uwzględnieniem ich zastosowania w systemach zarządzania badaniami naukowymi.
W lutym 1980 roku Maria Janowska podjęła pracę w Urzędzie Patentowym RP, w którym pracowała do grudnia 1988 roku. W trakcie pracy w Urzędzie Patentowym zainteresowała się głębiej procesami normalizacji. 1 stycznia 1989 roku rozpoczęła pracę w Bibliotece Instytutu Chemii i Techniki Jądrowej, gdzie powierzono jej opracowanie zbiorów. 1 listopada 1989 roku podjęła pracę w Bibliotece Narodowej. Zatrudniona została w Instytucie Bibliograficznym w Ośrodku Normalizacji Bibliograficznej, na stanowisku kustosza. W 1982 roku uzyskała stopień starszego kustosza. W latach 1992–1993 pełniła obowiązki kierownika Ośrodka Normalizacji.
W 2002 roku przyjęła funkcję kierownika Sekcji Opracowania Zbiorów w Bibliotece Instytutu Historycznego UW. Po pięciu latach wróciła do Biblioteki Narodowej, tym razem do Zakładu Retrokonwersji Książek XX wieku.
Maria Janowska normalizację uznawała w swojej pracy zawodowej za rzecz priorytetową. Tłumaczeniu i opracowaniu standardów opisu bibliograficznego poświęciła najwięcej swego czasu, przygotowując projekty norm dotyczących opisu bibliograficznego różnego rodzaju publikacji (filmów, dokumentów kartograficznych, elektronicznych). W poświęconym jej wspomnieniu opublikowanym po jej śmierci na łamach pism branżowych Alina Nowińska za największe jej osiągnięcia uznaje dostosowanie międzynarodowych formatów USMARC/MARC 21 do polskich przepisów katalogowania oraz opracowanie instrukcji tworzenia, rekordów haseł formalnych i tytułów serii w kartotekach wzorcowych w systemie INNOPAC w formacie USMARC. Uczestniczyła w wielu zagranicznych konferencjach  bibliotekarskich, reprezentowała także Polskę w pracach Komitetu Technicznego ISO TC/46 Międzynarodowej Organizacji Normalizacyjnej.
Kolejnym zagadnieniem przejawiającym się często w pracach Marii Janowskiej była kwestia licencji na dostęp do materiałów elektronicznych. W spojrzeniu na problemy bibliotek nie była jej obca szeroka perspektywa międzynarodowa łącząca się z wizją przyszłości, o czym świadczy nie tylko tłumaczenie artykułów na ten temat (Madsen, 2006; Watkin, 2004) ale też wieloletnia współpraca z „Bibliografią Analityczną Bibliotekoznawstwa i Informacji Naukowej”, w ramach której opracowała dziesiątki analiz artykułów przedstawiających najnowsze zjawiska i trendy w bibliotekarstwie światowym.
W 2008 odznaczona Krzyżem Kawalerskim Orderu Odrodzenia Polski.
Zmarła 22 listopada 2009, pochowana została na cmentarzu Stare Powązki w Warszawie (kwatera 298-2-7).

## Najważniejsze prace
1. Janowska M.: Informacja elektroniczna a prawo autorskie EBIB. Elektroniczny Biuletyn Informacyjny Bibliotekarzy 1999 nr 7 (7) .
2. Janowska M.: Informacja elektroniczna a prawo autorskie. „Bibliotekarz” 2000 nr 2 s. 22–23.
3. Janowska M.: Pierwsze posiedzenie Grupy Serującej Projektem CELIP. Ryga 17–18 listopada 2000. Biuletyn Informacyjny - Stowarzyszenie Bibliotekarzy Polskich. Zarząd Główny 2000 nr 3 s. 36–39.
4. Janowska M.: Platforma użytkowników prawa autorskiego w Europie Środkowej i Wschodniej Biuletyn Głównej Biblioteki Lekarskiej 2000 nr 362 s. 41–45.
5. Janowska M.: Gromadzenie publikacji elektronicznych - o czym należy pamiętać EBIB. Elektroniczny Biuletyn Informacyjny Bibliotekarzy 2001 nr 1 (19).
6. Janowska M.: Sprawozdanie z wyjazdu do Finlandii Biuletyn Informacyjny - Stowarzyszenie Bibliotekarzy Polskich. Zarząd Główny 2002 nr 1 s.61–64.
7. Madsen J.: Biblioteki w europejskiej perspektywie „Bibliotekarz” 2006 nr 9 s. 2–5.
8. Watkin M.: Biblioteki w Europie w XXI wieku. „Bibliotekarz” 2004 nr 12 s. 3–8.
9. Janowska M.: Tytuł serii : zasady tworzenia rekordu kartoteki haseł wzorcowych w Bibliotece Narodowej Warszawa 2002.
10. Janowska M.: Opis bibliograficzny artykułów : (interpretacja postanowień PN-N-01152) Warszawa 1997.
11. Janowska M.: Opis bibliograficzny wydawnictw ciągłych : (interpretacja postanowień PN-N-01152-02) Warszawa 1996.
12. Janowska M.: Hasło osobowe: wybór i zasady tworzenia w bibliografii narodowej i katalogach Biblioteki Narodowej Warszawa 1998.
13. Janowska M.: Rekord kartoteki wzorcowej haseł formalnych w formacie USMARC: instrukcja wypełniania w systemie INNOPAC Warszawa 1999.
14. Janowska M.: Adaptacja formatu USMARC do polskich zasad katalogowania: opis bibliograficzny i zasady wyboru haseł Warszawa 2001.